# Taça Brasil 1962
Die Taça Brasil (portugiesisch für „Brasilien-Pokal“) war der erste nationale Fußball-Wettbewerb in Brasilien. Die Taça wurde 1962 vom Brasilianischen Sportverband, dem CBD, ausgerichtet. Der Vizemeister der Taça Brasil 1962 qualifizierte sich für die Copa Campeones de América 1963. Dieses war darin begründet, dass der Meister der Taça Brasil 1962 der FC Santos als Titelverteidiger der Copa Campeones de América 1962 bereits qualifiziert war.
Die Sieger der Taça Brasil wurden zeitgenössisch als Campeões, als Meister von Brasilien, angesehen. Die CBF verweigerte aber bis 2010 den Vereinen die offizielle Anerkennung als Brasilianische Meister.

## Saisonverlauf
Der Wettbewerb startete am 5. September 1962 in seine Saison und endete am 2. April 1963. Am Ende der Saison konnte der FC Santos den Titel verteidigen und gewann diesen zum zweiten Mal.
Torschützenkönig wurde mit 7 Treffern Coutinho vom Meister FC Santos.
Höchster Sieg
- Campinense Clube :  Clube de Regatas Brasil 6:0 – 1. Runde Gruppe Nordost  (30. September)

## Teilnehmer
Es nahmen 18 Klubs teil. Der Modus bestand aus einer Art Pokalsystem. Teilnehmer waren die Sieger der Staatsmeisterschaften 1961.

## Modus
Es zählte nach Hin- und Rückspiel nur die Anzahl der Siege, keine weiteren Kriterien. Sollten beide Mannschaften einmal gewonnen haben, wurde ein Entscheidungsspiel ausgetragen. Ergab dieses keinen Sieger, zählte das Torverhältnis. Ergab der Vergleich keinen Sieger wurde die Entscheidung per Münzwurf entschieden.
1. Runde:
In der ersten Runde wurden die Teilnehmer nach ihrer Herkunft in zwei Regionen unterteilt, um die Reisewege und -kosten gering zu halten. In den Gruppen trafen die Mannschaften im Pokalmodus aufeinander. Die Sieger wurden in Hin- und Rückspielen ermittelt. Der Finalsieger jeder Gruppe zog ins Finalrunde ein.
Finalrunde:
Der Austragungsmodus blieb wie in der ersten Runde. In dieser traten die Staatsmeisterschaft von Rio de Janeiro der Botafogo FR und der Staatsmeisterschaft von São Paulo der FC Santos in den Wettbewerb ein.

## 1. Runde

### Zone Nord
Die Zone Nord war unterteilt in zwei Gruppen. Die Gruppe Nordost und Nord. Beide Gruppen spielten zunächst ihre beste Mannschaft aus. Die besten beider Gruppen bestritten das Finale der Zone Nord. Der Gewinner zog in die Finalrunde ein.

#### Gruppe Nordost
In der Gruppe Nordost spielten die Staatsmeister der Verbände von:
 Alagoas
- Clube de Regatas Brasil

 Bahia
- EC Bahia – Der Klub war direkt für das Finale der Gruppe Nordost qualifiziert.

 Paraíba
- Campinense Clube

 Rio Grande do Norte
- ABC Natal

 Sergipe
- CS Sergipe

Viertelfinale Gruppe Nordost
|                         | Gesamt |            | Hinspiel | Rückspiel |
| ----------------------- | ------ | ---------- | -------- | --------- |
| Campinense Clube        | 7:4    | ABC Natal  | 4:3      | 3:1       |
| Clube de Regatas Brasil | 5:4    | CS Sergipe | 2:1      | 1:2       |

Regatas Brasil gewann das Entscheidungsspiel gegen Sergipe mit 2:1.
Halbfinale Gruppe Nordost
|                  | Gesamt |                         | Hinspiel | Rückspiel |
| ---------------- | ------ | ----------------------- | -------- | --------- |
| Campinense Clube | 8:1    | Clube de Regatas Brasil | 2:1      | 6:0       |

Finale Gruppe Nordost
|                  | Gesamt |          | Hinspiel | Rückspiel |
| ---------------- | ------ | -------- | -------- | --------- |
| Campinense Clube | 3:2    | EC Bahia | 0:1      | 2:0       |

Das Entscheidungsspiel zwischen Campinense und Bahia endete 1:1.

#### Gruppe Nord
In der Gruppe Nord spielten die Staatsmeister der Verbände von:
 Ceará
- Ceará SC

 Maranhão
- Sampaio Corrêa FC

 Pará
- Paysandu SC

 Pernambuco
- Sport Recife

 Piauí
- Ríver AC

Viertelfinale Gruppe Nord
|          | Gesamt |          | Hinspiel | Rückspiel |
| -------- | ------ | -------- | -------- | --------- |
| Ceará SC | 7:5    | Ríver AC | 0:0      | 7:5       |

Halbfinale Gruppe Nord
|             | Gesamt |                   | Hinspiel | Rückspiel |
| ----------- | ------ | ----------------- | -------- | --------- |
| Ceará SC    | 1:3    | Sport Recife      | 0:2      | 1:1       |
| Paysandu SC | 5:4    | Sampaio Corrêa FC | 3:2      | 2:2       |

Finale Gruppe Nord
|              | Gesamt |             | Hinspiel | Rückspiel |
| ------------ | ------ | ----------- | -------- | --------- |
| Sport Recife | 5:1    | Paysandu SC | 0:0      | 1:1       |

Sport gewann das Entscheidungsspiel gegen Paysandu mit 3:1.

#### Finale Zone Nord
|                  | Gesamt |              | Hinspiel | Rückspiel |
| ---------------- | ------ | ------------ | -------- | --------- |
| Campinense Clube | 5:2    | Sport Recife | 2:0      | 3:2       |

Turnierplan Zone Nord

|  | 1. Runde | 1. Runde         | 1. Runde | 1. Runde | 1. Runde |  |  | Gruppen-Halbfinale | Gruppen-Halbfinale | Gruppen-Halbfinale | Gruppen-Halbfinale | Gruppen-Halbfinale |  |    | Gruppen-Finale   | Gruppen-Finale | Gruppen-Finale | Gruppen-Finale | Gruppen-Finale |  |  | Finale Zone Nord | Finale Zone Nord | Finale Zone Nord | Finale Zone Nord | Finale Zone Nord |
|  |          |                  |          |          |          |  |  |                    |                    |                    |                    |                    |  |    |                  |                |                |                |                |  |  |                  |                  |                  |                  |                  |
|  | 1        | Campinense Clube | 4        | 3        |          |  |  |                    |                    |                    |                    |                    |  |    |                  |                |                |                |                |  |  |                  |                  |                  |                  |                  |
|  | 2        | ABC Natal        | 3        | 1        |          |  |  | 7                  | Campinense Clube   | 2                  | 6                  |                    |  |    |                  |                |                |                |                |  |  |                  |                  |                  |                  |                  |
|  | 3        | CRB              | 2        | 1        | 2        |  |  | 8                  | CRB                | 1                  | 0                  |                    |  |    |                  |                |                |                |                |  |  |                  |                  |                  |                  |                  |
|  | 4        | CS Sergipe       | 1        | 2        | 1        |  |  |                    |                    |                    |                    |                    |  | 13 | Campinense Clube | 0              | 2              | 1              |                |  |  |                  |                  |                  |                  |                  |
|  |          |                  |          |          |          |  |  |                    |                    |                    |                    |                    |  | 14 | EC Bahia         | 1              | 0              | 1              |                |  |  |                  |                  |                  |                  |                  |
|  |          |                  |          |          |          |  |  |                    |                    |                    |                    |                    |  |    |                  |                |                |                |                |  |  |                  |                  |                  |                  |                  |
|  |          |                  |          |          |          |  |  |                    |                    |                    |                    |                    |  |    |                  |                |                |                |                |  |  |                  |                  |                  |                  |                  |
|  |          |                  |          |          |          |  |  |                    |                    |                    |                    |                    |  | 17 | Campinense Clube | 0              | 0              |                |                |  |  |                  |                  |                  |                  |                  |
|  | 5        | Ceará SC         | 0        | 7        |          |  |  |                    |                    |                    |                    |                    |  | 18 | Sport Recife     | 0              | 2              |                |                |  |  |                  |                  |                  |                  |                  |
|  | 6        | Ríver AC         | 0        | 5        |          |  |  | 9                  | Ceará SC           | 0                  | 1                  |                    |  |    |                  |                |                |                |                |  |  |                  |                  |                  |                  |                  |
|  |          |                  |          |          |          |  |  | 10                 | Sport Recife       | 2                  | 1                  |                    |  |    |                  |                |                |                |                |  |  |                  |                  |                  |                  |                  |
|  |          |                  |          |          |          |  |  |                    |                    |                    |                    |                    |  | 15 | Sport Recife     | 0              | 1              | 3              |                |  |  |                  |                  |                  |                  |                  |
|  |          |                  |          |          |          |  |  |                    |                    |                    |                    |                    |  | 16 | Paysandu SC      | 0              | 1              | 1              |                |  |  |                  |                  |                  |                  |                  |
|  |          |                  |          |          |          |  |  | 11                 | Paysandu SC        | 3                  | 2                  |                    |  |    |                  |                |                |                |                |  |  |                  |                  |                  |                  |                  |
|  |          |                  |          |          |          |  |  | 12                 | Sampaio Corrêa FC  | 2                  | 2                  |                    |  |    |                  |                |                |                |                |  |  |                  |                  |                  |                  |                  |
|  |          |                  |          |          |          |  |  |                    |                    |                    |                    |                    |  |    |                  |                |                |                |                |  |  |                  |                  |                  |                  |                  |

### Zone Süd
Die Zone Süd war unterteilt in zwei Gruppen. Die Gruppe Süd und Ost. Beide Gruppen spielten zunächst ihre beste Mannschaft aus. Die besten beider Gruppen bestritten das Finale der Zone Süd. Der Gewinner zog in die Finalrunde ein.

#### Gruppe Süd
In der Gruppe Süd spielten die Staatsmeister der Verbände von:
 Paraná
- EC Comercial (PR)

 Rio Grande do Sul
- SC Internacional

 Santa Catarina
- EC Metropol

Halbfinale Gruppe Süd
|             | Gesamt |                   | Hinspiel | Rückspiel |
| ----------- | ------ | ----------------- | -------- | --------- |
| EC Metropol | 3:2    | EC Comercial (PR) | 1:1      | 2:1       |

Finale Gruppe Süd
|                  | Gesamt |             | Hinspiel | Rückspiel |
| ---------------- | ------ | ----------- | -------- | --------- |
| SC Internacional | 6:4    | EC Metropol | 3:2      | 3:2       |

#### Gruppe Ost
In der Gruppe Ost spielten die Staatsmeister der Verbände von:
 Espírito Santo
- Santo Antônio FC

 Guanabara
- CE Rio Branco

 Minas Gerais
- Cruzeiro EC

Halbfinale Gruppe Ost
|               | Gesamt |                  | Hinspiel | Rückspiel |
| ------------- | ------ | ---------------- | -------- | --------- |
| CE Rio Branco | 3:2    | Santo Antônio FC | 1:1      | 2:1       |

Finale Gruppe Ost
|             | Gesamt |               | Hinspiel | Rückspiel |
| ----------- | ------ | ------------- | -------- | --------- |
| Cruzeiro EC | 3:2    | CE Rio Branco | 1:1      | 1:0       |

#### Finale Zone Süd
|             | Gesamt |                  | Hinspiel | Rückspiel |
| ----------- | ------ | ---------------- | -------- | --------- |
| Cruzeiro EC | 2:3    | SC Internacional | 1:1      | 1:2       |

Turnierplan Zone Süd

|  | Viertelfinale | Viertelfinale    | Viertelfinale    | Viertelfinale | Viertelfinale |               |   | Halbfinale  | Halbfinale | Halbfinale | Halbfinale | Halbfinale |  |  | Finale | Finale | Finale | Finale | Finale |
|  |               |                  |                  |               |               |               |   |             |            |            |            |            |  |  |        |        |        |        |        |
|  |               |                  |                  |               |               |               |   |             |            |            |            |            |  |  |        |        |        |        |        |
|  |               |                  |                  |               |               |               |   |             |            |            |            |            |  |  |        |        |        |        |        |
|  | 5             | Cruzeiro EC      | 1                | 1             |               |               |   |             |            |            |            |            |  |  |        |        |        |        |        |
|  | 5             | Cruzeiro EC      | 1                | 1             |               |               |   |             |            |            |            |            |  |  |        |        |        |        |        |
|  |               | 6                | CE Rio Branco    | 1             | 0             |               |   |             |            |            |            |            |  |  |        |        |        |        |        |
|  | 1             | 6                | CE Rio Branco    | 1             | 0             | CE Rio Branco | 1 | 2           |            |            |            |            |  |  |        |        |        |        |        |
|  | 1             |                  |                  |               |               |               | 1 | 2           |            |            |            |            |  |  |        |        |        |        |        |
|  | 2             | Santo Antônio    | 1                | 1             |               |               |   |             |            |            |            |            |  |  |        |        |        |        |        |
|  |               |                  |                  |               |               |               | 9 | Cruzeiro EC | 1          | 1          |            |            |  |  |        |        |        |        |        |
|  |               | 10               | SC Internacional | 1             | 2             |               |   |             |            |            |            |            |  |  |        |        |        |        |        |
|  |               |                  |                  |               |               |               |   |             |            |            |            |            |  |  |        |        |        |        |        |
|  |               |                  |                  |               |               |               |   |             |            |            |            |            |  |  |        |        |        |        |        |
|  | 7             | SC Internacional | 3                | 3             |               |               |   |             |            |            |            |            |  |  |        |        |        |        |        |
|  | 7             | SC Internacional | 3                | 3             |               |               |   |             |            |            |            |            |  |  |        |        |        |        |        |
|  |               | 8                | EC Metropol      | 2             | 2             |               |   |             |            |            |            |            |  |  |        |        |        |        |        |
|  | 3             | 8                | EC Metropol      | 2             | 2             | EC Metropol   | 1 | 2           |            |            |            |            |  |  |        |        |        |        |        |
|  | 3             |                  |                  |               |               |               | 1 | 2           |            |            |            |            |  |  |        |        |        |        |        |
|  | 4             | Comercial        | 1                | 1             |               |               |   |             |            |            |            |            |  |  |        |        |        |        |        |

## Finalrunde
In der Finalrunde traten die Meister aus der Staatsmeisterschaft von São Paulo der FC Santos sowie der Staatsmeisterschaft von Rio de Janeiro der Botafogo FR in den Wettbewerb ein.

### Turnierplan
|  | Halbfinale | Halbfinale       | Halbfinale | Halbfinale | Halbfinale |  |  | Finale | Finale      | Finale | Finale | Finale |
|  |            |                  |            |            |            |  |  |        |             |        |        |        |
|  |            |                  |            |            |            |  |  |        |             |        |        |        |
|  | 1          | SC Internacional | 2          | 2          | 0          |  |  |        |             |        |        |        |
|  | 2          | Botafogo FR      | 2          | 2          | 2          |  |  |        |             |        |        |        |
|  |            |                  |            |            |            |  |  | 5      | Botafogo FR | 3      | 3      | 0      |
|  |            |                  |            |            |            |  |  | 6      | FC Santos   | 4      | 1      | 5      |
|  | 3          | FC Santos        | 0          | 4          |            |  |  |        |             |        |        |        |
|  | 4          | Sport Recife     | 1          | 0          |            |  |  |        |             |        |        |        |
|  |            |                  |            |            |            |  |  |        |             |        |        |        |

### Hinspiel
| FC Santos                                        | FC Santos | Botafogo FR | Botafogo FR |
| ------------------------------------------------ | --- | --- | ----------- |
| FC Santos                                        | \| 19. März 1963 in São Paulo (Estádio do Pacaembu) \| \| Ergebnis: 4:3 (1:1) \| \| Schiedsrichter: Armando Marques \|                                            | \| 19. März 1963 in São Paulo (Estádio do Pacaembu) \| \| Ergebnis: 4:3 (1:1) \| \| Schiedsrichter: Armando Marques \|                                                  | Botafogo FR |
| FC Santos                                        | Gilmar, Lima, Mauro Ramos (Zé Carlos), Calvet, Dalmo Gaspar, Zito (Tite), Mengálvio, Dorval Rodrigues, Coutinho (Toninho Guerreiro), Pelé, Pepe Cheftrainer: Lula | Manga, Rildo, Zé Maria (Paulistinha), Nílton Santos, Ivan, Ayrton, Elton (Édison), Amoroso, Quarentinha (Romeu), Amarildo, Mário Zagallo Cheftrainer: Marinho Rodrigues | Botafogo FR |
| FC Santos                                        | 1:1 Pepe (33.) 2:1 Coutinho (47.) 3:1 Dorval (56.) 4:2 Pepe (73.)                                                                                                 | 0:1 Quarentinha (13.) 3:2 Amoroso (66.) 4:3 Amarildo (89.) | Botafogo FR |
| 19. März 1963 in São Paulo (Estádio do Pacaembu) | | |             |
| Ergebnis: 4:3 (1:1)                              | | |             |
| Schiedsrichter: Armando Marques                  | | |             |

### Rückspiel
| Botafogo FR                                | Botafogo FR | FC Santos | FC Santos |
| ------------------------------------------ | --- | --- | --------- |
| Botafogo FR                                | \| 31. März 1963 in Rio de Janeiro (Maracanã) \| \| Ergebnis: 3:1 (1:0) \| \| Zuschauer: 102.260 \| \| Schiedsrichter: Catão Montez Júnior \| | \| 31. März 1963 in Rio de Janeiro (Maracanã) \| \| Ergebnis: 3:1 (1:0) \| \| Zuschauer: 102.260 \| \| Schiedsrichter: Catão Montez Júnior \| | FC Santos |
| Botafogo FR                                | Manga, Rildo, Zé Maria, Nílton Santos, Ivan, Ayrton, Édison, Garrincha, Quarentinha, Amarildo, Mário Zagallo Cheftrainer: Marinho Rodrigues   | Gilmar, Lima, Mauro Ramos, Calvet, Dalmo Gaspar, Zito (Tite), Mengálvio, Dorval Rodrigues, Coutinho, Pelé, Pepe Cheftrainer: Lula             | FC Santos |
| Botafogo FR                                | 1:0 Édison (31.) 2:0 Quarentinha (58.) 3:0 Amarildo (70.)                                                                                     | 3:1 Rildo (87., Eigentor) | FC Santos |
| 31. März 1963 in Rio de Janeiro (Maracanã) | | |           |
| Ergebnis: 3:1 (1:0)                        | | |           |
| Zuschauer: 102.260                         | | |           |
| Schiedsrichter: Catão Montez Júnior        | | |           |

### Entscheidungsspiel
| Botafogo FR                                | Botafogo FR | FC Santos | FC Santos |
| ------------------------------------------ | --- | --- | --------- |
| Botafogo FR                                | \| 2. April 1963 in Rio de Janeiro (Maracanã) \| \| Ergebnis: 0:5 (0:2) \| \| Zuschauer: 70.324 \| \| Schiedsrichter: Eunápio de Queiroz \|                | \| 2. April 1963 in Rio de Janeiro (Maracanã) \| \| Ergebnis: 0:5 (0:2) \| \| Zuschauer: 70.324 \| \| Schiedsrichter: Eunápio de Queiroz \| | FC Santos |
| Botafogo FR                                | Manga, Rildo (Joel), Zé Maria, Nílton Santos (Jadir), Ivan, Ayrton, Édison, Garrincha, Quarentinha, Amarildo, Mário Zagallo Cheftrainer: Marinho Rodrigues | Gilmar, Lima, Mauro Ramos, Calvet, Dalmo Gaspar, Zito, Mengálvio, Dorval Rodrigues, Coutinho (Tite), Pelé, Pepe Cheftrainer: Lula           | FC Santos |
| Botafogo FR                                | 0:1 Dorval (24.) 0:2 Pepe (39.) 0:3 Coutinho (54.) 0:4 Pelé (75.) 0:5 Pelé (80.)                                                                           | | FC Santos |
| 2. April 1963 in Rio de Janeiro (Maracanã) | | |           |
| Ergebnis: 0:5 (0:2)                        | | |           |
| Zuschauer: 70.324                          | | |           |
| Schiedsrichter: Eunápio de Queiroz         | | |           |

## Abschlusstabelle
Die Tabelle diente lediglich zur Feststellung der Platzierung der einzelnen Mannschaften in der Saison. Sie wurde zeitweise vom Verband auch zur Ermittlung einer ewigen Rangliste herangezogen. Sie setzt sich zusammen aus allen ausgetragenen Spielen. In der Sortierung hat das Erreichen der jeweiligen Finalphase Vorrang vor den erzielten Punkten.
| Pl. | Verein                  | Sp. | S | U | N | Tore    | Diff. | Punkte |
| --- | ----------------------- | --- | - | - | - | ------- | ----- | ------ |
| 1.  | FC Santos               | 5   | 3 | 1 | 1 | 015:700 | +8    | 07     |
| 2.  | Botafogo FR             | 6   | 2 | 2 | 2 | 012:140 | −2    | 06     |
| 3.  | SC Internacional        | 7   | 3 | 3 | 1 | 013:120 | +1    | 09     |
| 4.  | Sport Recife            | 6   | 2 | 3 | 1 | 006:600 | ±0    | 07     |
| 5.  | Campinense Clube        | 9   | 5 | 2 | 2 | 019:900 | +10   | 12     |
| 6.  | Cruzeiro EC             | 4   | 1 | 2 | 1 | 004:400 | ±0    | 04     |
| 7.  | Ceará SC                | 7   | 2 | 4 | 1 | 012:100 | +2    | 08     |
| 8.  | CE Rio Branco           | 5   | 2 | 2 | 1 | 004:400 | ±0    | 06     |
| 9.  | EC Metropol             | 4   | 1 | 1 | 2 | 007:800 | −1    | 03     |
| 10. | EC Bahia                | 3   | 1 | 1 | 1 | 002:300 | −1    | 03     |
| 11. | Paysandu SC             | 5   | 1 | 3 | 1 | 007:800 | −1    | 05     |
| 12. | Clube de Regatas Brasil | 5   | 1 | 2 | 2 | 006:120 | −6    | 04     |
| 13. | Santo Antônio FC        | 2   | 0 | 1 | 1 | 002:300 | −1    | 01     |
| 14. | EC Comercial (PR)       | 2   | 0 | 1 | 1 | 002:300 | −1    | 01     |
| 15. | CS Sergipe              | 3   | 0 | 2 | 1 | 004:500 | −1    | 02     |
| 16. | Sampaio Corrêa FC       | 2   | 0 | 1 | 1 | 004:500 | −1    | 01     |
| 17. | Ríver AC                | 2   | 0 | 1 | 1 | 005:700 | −2    | 01     |
| 18. | ABC Natal               | 2   | 0 | 0 | 2 | 004:700 | −3    | 0      |